# Le Hérisson et le Renard
Le Hérisson et le Renard (The Hedgehog and the Fox) est un des articles les plus populaires du philosophe anglais d'origine juive de Livonie, Isaiah Berlin. L'auteur le présente ainsi : « Je n'ai jamais pensé très sérieusement à ce que j'y ai écrit, c'était pour moi une sorte de jeu intellectuel plaisant. Mais cet article a été pris au sérieux. Chaque classification nouvelle apporte un éclairage nouveau sur quelque chose. »

## Origine
Le titre est une référence à un fragment attribué au poète grec Archiloque en grec ancien : « πόλλ'οἶδ'ἀλώπηξ, ἀλλ'ἐχῖνος ἓν μέγα » (« le renard connaît beaucoup de choses, mais le hérisson connaît une grande chose »). Dans les Adages d'Érasme, écrits vers 1500, la citation est : « Multa novit vulpes, verum echinus unum magnum ». La fable Le Chat et le Renard incarne la même idée.

## Résumé
Berlin illustre sa thèse en triant les auteurs et les penseurs en deux catégories : les hérissons, qui ne voient le monde que par une règle simple (les exemples donnés incluent Platon, Lucrèce, Dante, Pascal, Hegel, Dostoïevski, Nietzsche, Ibsen, et Proust) et les renards qui tirent parti d'une grande variété d'expériences et pour qui le monde ne peut pas être réduit à une idée simple (des exemples donnés incluent Hérodote, Aristote, Érasme, Shakespeare, Montaigne, Molière, Goethe, Pouchkine, Balzac, Joyce, Anderson).
En abordant le cas de Tolstoï, Berlin affirme que celui-ci, à première vue, n'entre dans aucune des deux catégories. Il postule plutôt que, tandis que les talents de Tolstoï sont ceux d'un renard, ses croyances sont que l'on doit être un hérisson, et que, par conséquent, les nombreux jugements que Tolstoï porte sur son propre travail sont erronés.
Berlin utilise cette idée sur Tolstoï comme base d'une analyse de la théorie de l'histoire que Tolstoï a présentée dans son roman Guerre et Paix. Dans la dernière moitié de l'essai, Berlin compare Tolstoï et le penseur français du début du XIXe siècle Joseph de Maistre dont Tolstoï connaissait les travaux. C’est une comparaison piquante : alors que Tolstoï et Joseph de Maistre avaient des visions contradictoires sur des sujets les plus superficiels, ils partageaient les mêmes opinions au sujet de la nature fondamentale de l'existence et des limites d'une approche rationnelle et scientifique de celle-là.

## Influence
L'historien Joseph J. Ellis, dans son livre sur les pères fondateurs des États-Unis, Founding Brothers: The Revolutionary Generation (en), qui traite des personnages-clés de la révolution américaine, emploie le concept de Berlin « du hérisson et du renard » en  notant que George Washington était l’archétype du hérisson. La grande chose dont il était convaincu était que l'avenir des États-Unis d’Amérique se situait dans les territoires de l’Ouest, avec le développement, lors du siècle suivant, d'un empire continental. C’est, selon Ellis, l'une des raisons pour lesquelles Washington s’est consacré à la construction de canaux.
James C. Collins fait référence à ces faits dans son livre Good to Great dans lequel il fait une référence claire à  une classification de type  « hérisson ».

## Éditions
- The Hedgehog and the Fox: An Essay on Tolstoy’s View of History, Londres, Weidenfeld & Nicolson, 1953; New York, 1953: Simon and Schuster; New York, 1957: New American Library; New York, 1986: Simon and Schuster, with an introduction by Michael Walzer.
  - Le Hérisson et le Renard : essai sur la vision de l'Histoire de Tolstoï, trad. fr. Aline Berlin, préface de Mario Vargas Llosa, Les Belles Lettres, 140 p., 2020.
- Isaiah Berlin, Russian Thinkers, Penguin, 25 mars 2008 (ISBN 978-0-14-144220-4); Aileen Kelly, introduction de Jason Ferrell, glossaire.

## Source de la traduction
- (en) Cet article est partiellement ou en totalité issu de l’article de Wikipédia en anglais intitulé « the hedgehog and the fox » (voir la liste des auteurs).